# Ủy trị dân sự Hoa Kỳ tại Quần đảo Lưu Cầu
Ủy trị dân sự Hoa Kỳ tại Quần đảo Lưu Cầu (琉球列島米国民政府 Ryūkyū-rettō Beikoku Minseifu), viết tắt USCAR là chính phủ ở Okinawa, Nhật Bản, sau Thế chiến II từ năm 1950 đến năm 1972.

## Lịch sử
- 1 tháng 4 năm 1945: Trong trận Okinawa, quân đội Hoa Kỳ đổ bộ lên đảo chính Okinawa và chính phủ quân sự Hoa Kỳ thuộc Quần đảo Lưu Cầu được thành lập cùng ngày.
- 1 tháng 7 năm 1946: Cơ quan quản lý Okinawa được chuyển từ Hải quân Hoa Kỳ sang Quân đội Hoa Kỳ.
- Ngày 15 tháng 12 năm 1950: Chính phủ quân sự Hoa Kỳ được tổ chức lại thành chính phủ Mỹ của Quần đảo Lưu Cầu.
- 5 tháng 6 năm 1957: người đứng đầu chính phủ dân sự được đổi tên thành Cao ủy Mỹ, Bộ trưởng Bộ Quốc phòng Hoa Kỳ do Tổng thống Mỹ để gán sự đồng ý trong lớp học của các tướng lĩnh phục vụ.
- 20 tháng 12 năm 1970: Hơn 5.000 người Lưu Cầu đã đụng độ với hiến binh Hoa Kỳ, trong lịch sử được gọi là "bạo loạn Koza".
- 14 tháng 5 năm 1972: Hoa Kỳ chuyển giao chủ quyền Okinawa về Nhật Bản[1] và Quần đảo Lưu Cầu thuộc chính phủ Mỹ bị bãi bỏ.